# Idioma gumuz
El gumuz o gumaz es la lengua hablada por la etnia gumuz, que viven a lo largo de la frontera entre Etiopía y Sudán. Sus hablantes no tienen un único nombre para la lengua, algunos la denominan ŋgiša baha 'lengua-de-la-gente' y se refieren a ella con el nombre clan local.

## Distribución
La mayoría de hablantes de Etiopía viven en la zona de Metekel situada en la región de Benishangul-Gumaz, aunque un grupo de un millar de hablantes viven fuera de la localidad de Welkite.
La mayoría de hablantes de Sudán viven en la zona al este de Er Roseires, en los alrededores de Famaka y Fazoglo sobre el Nilo azul, extendiéndose hacia el norte a lo largo de la frontera etíope-sudanesa.

## Clasificación
El gumuz ha sido tradicionalmente clasificado desde la propuesta de Greenberg (1963) como una lengua nilo-sahariana, aunque muchos lingüistas consideran cuestionable esta clasificación. Dimmendaal (2008) señala que el aumento de documentación de muchas lenguas ha llevado al aumento de la aceptación de la hipótesis nilo-sahariana original de 1963, pero que dicha evidencia no ha permitido corroborar la posición del songhay, el komano y el gumuz:

very few of the more widespread nominal and verbal morphological markers of Nilo-Saharan are attested in the Coman languages plus Gumuz ... Their genetic status remains debatable, mainly due to lack of more extensive data." [...] In summarizing the current state of knowledge, ... the following language families or phyla can be identified — ... Mande, Songhai, Ubangian, Kadu, and the Coman languages plus Gumuz
(2008:843-4)

Por otra parte, Greenberg (1963) conjeturaba una relación de parentesco especialmente estrecho del gomuz con el komano dentro de las lenguas nilo-sharianas y proponía el término "komuz" para designarlo, ha sido prácticamente desechada debida a la falta de evidencia en su favor. Bender, Blecnh y otros destacados nilo-saharianistas no aceptan esta agrupación. Blench, de hecho excluye al gumuz del nilo-sahariano y lo trata como una lengua aislada, ya que por ejemplo carece de la distinción tripartita "singulativo–collectivo–plurativo" en el sistema de número gramatical, característico del resto de lenguas nilo-saharianas.

## Descripción lingüística
El gumuz es conocido al menos desde la compilación de una lista de vocabulario del monte Guba recogida en febrero de 1883 por Juan Maria Schuver. La lengua posee tanto consonantes eyectivas como implosivas (aunque las velares han perdido la calidad implsiva en algunos dialectos. También existe una serie palatal que incluye eyectivas e implosivas. En algunos dialectos como el de Sirba aparecen oclusivas bilabiales simultáneamente labializadas y palatalizadas, como en la palabra [bʲʷa] 'rata' (Unseth 1989).